# Geografia da Eslovénia
Encontram-se na Eslovénia quatro grandes regiões geográficas europeias: os Alpes, a área Dinárica, a planície da Panónia e o Mediterrâneo. O ponto mais elevado da Eslovénia é o monte Triglav (2.864 m) e a altitude média do país é de 557 m acima do nível do mar. Cerca de metade do país (10.124 km²) está coberta por florestas, o que torna a Eslovénia o terceiro país europeu mais florestado, depois da Finlândia e da Suécia. Ainda podem ser encontrados restos das florestas primevas, os maiores dos quais situam-se na área de Kočevje. Pastagens cobrem 5.593 km² do país e prados e jardins 2.471 km². Também existem 363 km² de pomares e 216 km² de vinhedos.
O clima é mediterrânico na costa, alpino nas montanhas e continental com verões entre suaves e quentes e invernos frios nos planaltos e vales do leste do país. As temperaturas médias são de -2 °C em Janeiro e 21 °C em Julho. A precipitação média é de 1000 mm na costa, 3500 mm nos Alpes, 800 mm na região sueste e 1400 mm na Eslovénia central.
Ver também: Parques nacionais da Eslovénia.